# IC 3354
IC 3354 — галактика типу * (зірка) у сузір'ї Діва.
Цей об'єкт міститься в оригінальній редакції індексного каталогу.